# Hugo Lütkebohmert
Hugo Lütkebohmert (* 2. Juni 1949) ist ein ehemaliger deutscher Fußballspieler.
Der Abwehrspieler absolvierte in den Jahren 1975 bis 1980 insgesamt 181 Spiele in der 2. Fußball-Bundesliga und erzielte dabei 18 Tore.

## Laufbahn
Neben anderen jungen Eigengewächsen wie Peter Anders und Dieter Walter erreichte Hugo Lütkebohmert in der Saison 1968/69 mit der SpVgg Erkenschwick in der damaligen Verbandsliga Westfalen den zweiten Tabellenplatz hinter der DJK Gütersloh und nahm dadurch an der deutschen Amateurmeisterschaft teil. Die junge Mannschaft zog in das Finale ein, unterlag dort jedoch dem SC Jülich mit 1:2. Außerdem konnte der Vizemeister 1969 doch noch der Aufstieg in die Regionalliga West feiern. Es fand ein zusätzliches Qualifikationsspiel gegen den SSV Hagen statt, welches die Spvgg. Erkenschwick vor 20.000 Zuschauern im Stadion Rote Erde in Dortmund mit 2:1 nach Verlängerung gewann.
In den folgenden beiden Spielzeiten schaffte die Spielvereinigung mit Platz 15 jeweils den Klassenerhalt in der Regionalliga West, Lütkebohmert kam dabei auf 50 Spiele und sechs Tore. Nach einem kurzen Gastspiel beim Wuppertaler SV, der mit Torjäger Günter Pröpper 1971/72 überlegen in die Bundesliga aufstieg, kehrte der 26-jährige Abwehrspieler zur Runde 1975/76 von Blau-Weiß Wulfen in das Stimbergstadion zur SpVgg Erkenschwick zurück, die mittlerweile in der 2. Fußball-Bundesliga Nord spielte. Trainer Hans-Wilhelm Loßmann brachte den Neuzugang aus dem Amateurlager sofort am ersten Spieltag, dem 9. August 1975, beim 2:0-Heimerfolg gegen Preußen Münster zum Einsatz. Gemeinsam mit Horst Koschmieder und Lothar Philipp absolvierte Lütkebohmert alle 38 Spiele in der 2. Liga. Am 38. Spieltag erzielte der Mann aus Wulfen beim abschließenden 4:3-Erfolg gegen Union Solingen zwei Tore. Erkenschwick stieg als 18. aus der 2. Bundesliga ab und Lütkebohmert nahm das Angebot von Westfalia Herne an und wechselte zum Stadion am Schloss Strünkede.
In der ersten Runde bei Westfalia, 1976/77, Herne belegte den 11. Platz, absolvierte er 35 Spiele unter den Trainern Heinz Murach und Ivica Horvat. In der zweiten Saison fiel er durch eine Verletzung, die er beim Auswärtsspiel gegen Preußen Münster am 6. Oktober 1977 erlitten hatte, über vier Monate aus und konnte so nur 16 Spiele bestreiten.
Hans Löring, der Präsident von Fortuna Köln, verpflichtete zur Runde 1978/79 den 29-jährigen Lütkebohmert. Zwei Runden in Folge bestritt der Routinier alle 76 Pflichtspiele für die Fortuna und belegte dabei mit seinen Mannschaftskameraden Franz-Josef Pauly, Johannes Linßen, Karl-Heinz Mödrath und Roland Stegmayer die Plätze vier und sechs. Mit dem Einsatz am 30. November 1980 bei der 0:1-Niederlage bei OSV Hannover beendete Hugo Lütkebohmert seine Laufbahn in der 2. Fußball-Bundesliga.

## Stationen
- 1968–1971 SpVgg Erkenschwick
- 1971–1972 Wuppertaler SV
- 1972–1975 Blau-Weiß Wulfen
- 1975–1976 SpVgg Erkenschwick
- 1976–1978 Westfalia Herne
- 1978–1981 Fortuna Köln